# Politički marketing
Politički marketing je marketinško djelovanje u političkom području. U svezi je s demokratskim poretkom. Razvijao se od stranačkog ka marketinškom konceptu. Politička je zbilja svoje vrste.
Razvijao se usporedno s komercijalnim marketingom tijekom dvadesetog stoljeća (naročito u Americi i Europi) uz porast sveopćeg izbornog prava, razvoja radija i televizije, i znanstvenih metoda procjene tržišta i javnog mnijenja, koji su se transformirali u političke kampanje kakve se vode danas. Korištenje marketinga u političkim kampanjama razvijalo se u većini zemalja kroz četiri različita ere: nesofisticirana era prodaje (kandidati koji su promovirali sebe različitim društvenim klasama u 19-om stoljeću); era prodaje (početak dvadesetog stoljeća, kada su političari koristili masovne medije da prošire poruke ali nisu istraživali namjere glasačke); sofisticirana početna marketinška era prodaje (razvijene su neslužbene ankete, koje su dopuštale glasačima povratnu informaciju u političkom procesu); i era strateškog marketinga.
Ulaskom u eru strateške komunikacije (marketinga) nastupile su brojne promjena u izbornoj komunikaciji. Procesi nazvani amerikanizacija, modernizacija i medijalizacija predstavljaju dijelom slične, a dijelom različite aspekte iste promjene; oni se međusobno uslovljavaju i pojačavaju. Kod modernih izbornih kampanja tipično upravljanje događajima i temama djelotvorno je moguće zahvaljujući medijima koji imaju funkciju posrednika. 

## Preduvjeti
Politički marketing nije isto što i politička propaganda, koja je uglavnom u autoritarnoj državi, koja nije u svezi s tržišnim pristupom politici i koja može zapasti u stupanj zasićenosti, što nije slučaj s političkim marketingom. Politički marketing pak djeluje u demokratskim društvima. Preduvjeti da bi bio su:
- političari su svjesni metoda "prodaje" i postoji spona između politike i biznisa;
- političari su spremni prilagoditi svoje stavove prema nalazima istraživanja;
- postoje komercijalni mediji i reklamne agencije;
- postoji znatan novac koji se može upotrijebiti u kampanji;
- opada udio populacije u politici i potreba je da se apeli dramatiziraju;
- društvo koje je zemljopisno i socijalno pokretljivo, koje stvara vrijednosni “vakuum”, a politički “teritorij” je otvoren s malo postojeće lojalnosti.[2]

## Definiranje političkog marketinga
U političkom marketingu ne radi se samo o komunikaciji, odnosima s javnošću i vođenju kampanja. On je mnogo više od toga. Stranke se ponašaju kao poduzeća, koristeći tržišne informacije kako bi utjecale na dizajn političkog proizvoda kojeg nude, postajući orijentirane prema tržištu (ili glasaču) radije nego fokusirane na prodaju. Definicije političkog marketinga variraju, ali većina ih govori o političkoj organizaciji (bilo da se radi o proizvodu koji se nudi, političaru, kandidatu, vladi) i njihovom odnosu s ili prema, tržištu (bilo da se radi o javnosti općenito, građanima, ili na određeniji način članstvom npr. Kako marketinški pristup postoji u oblasti politike, kako bi se istaknula osobenost političkog, odnosno izbornog marketinga, važno je ukazati na neke definicije političkog marketinga. 
Francuski teoretičar M. Bongrand ističe kako je važno «razlikovati politički marketing od političke komunikacije».  Politička komunikacija je oduvijek postojala kako bi udovoljila najvažnijim potrebama svakog oblika vlasti". Da bi se na vlast dospjelo, kao i da bi se ona obavljala, ili pak da bi se građanima polagali računi, politika mora biti komunikacija. To je razlog postojanja programa, platformi i ostalih političkih dokumenata. Bongrand dalje smatra da se politički marketing javlja kao novije oruđe političke komunikacije i proizišao je iz međusobnog spoja općeg prava glasa, demokracije i razvitka sredstava informiranja. 
P. J. Maarek, profesor informacijskih i komunikacijskih znanosti iz Pariza, ističe da je politički marketing opća metoda političke komunikacije. On polazi od nadređenog položaja političke komunikacije političkom marketingu.
Prema A. O'Cassu (1966.) politički marketing je analiza, planiranje, implementacija i kontrola političkih i izbornih programa namijenjenih da se stvori, izgradi i održi korisna razmjena odnosa između stranke i glasača, u svrhu postizanja ciljeva trgovaca političkog tržišta.
Za A. Hughesa i S. Danna (2004.) politički marketing je politička komunikacija (organizacijska) funkcija i komplet procesa za stvaranje, komuniciranje i ispunjenje obećanja vrijednosti potrošačima, i za upravljanje odnosima s kupcem na način koji stvara korist političkoj organizaciji i ciljnim javnostima (stakeholderima).
Prema knjizi J. Lees-Marshmenta Political marketing and British political parties, politički marketing tiče se «političkih organizacija koje usvajaju shvaćanja i tehnike poslovnog marketinga, koji bi im pomogli doseći njihove ciljeve». Političke stranke, interesne skupine i mjesna vijeća su među onim entitetima koja provode marketinška istraživanja kako bi prepoznali brige građana, promijenili njihove stavove, udovoljili tim zahtjevima i učinkovitije priopćili što njihovi «proizvodi» zapravo «nude».Kao područje istraživanja, smatra dalje J. Lees-Marshment, politički marketing proučava odnos između «proizvoda» političke organizacije i zahtjeva njegovog tržišta. Takve političke organizacije uključuju parlamente, političke stranke, interesne skupine i birokracije; zakonodavstvo njihovog proizvoda, politike ili sastanke; oni trguju javnošću, biračkim tijelom, članovima, financijskim donatorima, poreznim obveznicima ili onima koji su novčano uzdržavani.
Dr. B. Spahić s Univeryiteta u Sarajevu tvrdi kako je «politički marketing skup analitičkih, kreativnih i planskih akcija kojima politički subjekt nastoji da osigura što veću podršku sljedbenika i najšire javnosti u što efikasnijoj realizaciji političkih ciljeva, konkretnog političkog programa ili pak u osvajanju političke vlasti u parlamentarnim izborima, uz istovremeno osiguravanje materijalne baze svoga djelovanja». Spahić nadalje ističe da politički marketing treba promatrati kao višeslojnu komunikacijsku djelatnost: 
a) u fazi istraživanja političkog problema i potreba populacije; 
b) u masmedijalnoj i javnoj afirmaciji i javnoj afirmaciji svoga programa (cilja), a obraćajući se najširoj recepijentskoj strukturi; 
c) u kontaktu s ekonomskim subjektima-izvorima financijske potrebe; i 
d) u široj lepezi uspostavljanja odnosa s pojednicima, kulturnim, političkim, sportskim i drugima javnim institucijama s kojima politički subjekti imaju zajedničke interese.
U knjizi Kontroverze propagandnog djelovanja, B. Spahić, ističe da «politički marketing, ustvari, ne predstavlja ništa drugo nego najsuvremenije oblike postizanja raznih, samo prividno političkih ciljeva, koji predstavljaju i veoma značajan segment utiecaja na mase (propagande, indoktrinacije, socijalizacije, «političkog odgoja», ideologizacije, javnih odnosa i sl.). To ne predstavlja ništa drugo do primjenu rafiniranih metoda marketinga (filozofije, sistema i funkcije), ili bolje rečeno, «marketing management-a» (upravljanje uz pomoć marketinga) identično ekonomskoj sferi. Blizak pojam je i tzv. «socijalni inženjering».
Z. Đ. Slavujević politički marketing određuje kao «komercijalnu varijantu političke propagande, fokusiranu na konkretne političke ciljeve i na kraća vremenska djelovanja, koja se u uvjetima političkog pluralizma i autonomije medija, realizira publicitetom i plaćenim oglašavanjem».
Obzirom na navedene definicije komercijalnog i političkog marketinga, može se utvrditi kako se politika na bazi bogatog iskustva političkog djelovanja samo poslužila visoko razvijenim i usavršenim metodama i tehnikama komercijalnog marketinga. Objašnjavajući sličnosti i razlike promidžbe u politici i ekonomiji, Spahić ističe da «obje imaju za cilj  (koristeći se gotovo identičnim metodama) modificiranje javnog mišljenja i uvjetovanja (ne)ponašanja mase u pravcu postizanja vlastitih ciljeva subjekata ekonomske i političke moći i to u dužem vremenskom periodu, što nije daleko od pojma indoktrinacije»

## Elementi političkog marketinga
Analizirajući definicije, opća pravila i ključne pojmove političkog marketinga moguće je prepoznati elemente koji bi bili međusobno usporedivi. Njih M. Bongrand u knjizi Politički marketing,  analizira kroz šest izraza sadržanih u definiciji komercijalnog marketinga.   
1.  Proizvod ili politička roba. Razmjenjuju se na političkom tržištu. Čine ga: političke stranke (organizacije), političari, političke ideje, osobnost/karakteristike ličnosti političara. Ključna promjena u političkom marketingu jest činjenica da se političar (proizvod/roba) prodaje an „političkom tržištu“.  Još jedna promjena je važna i ona se tiče odnosa robe  (političar) i potrošača (birač): političar umjesto da uvjerava kako je u pravu, on izražava/komunicira samo ono što je važno za birače, o pošto birači sami misle. Političar im nudi uglavnom ono u čemu oni mogu prepoznati svoj interes.
2.  Političko tržište. Ključna je točka koncepcije političkog marketinga. Najvažnije političko tržište je tržište birača. Pod političkim tržištem se podrazumijeva cjelokupna politička javnost. Zadaća političkog marketinga je segmentirati političku javnost/tržište i definirati ciljnu javnost/birače kako bi se vodila usmjerena komunikacija.
3.  Potrošač ili kupac političke robe. Potrošač na političkom tržištu je birač, kao i pojedine kategorije birača koji svojim glasom „kupuju“ poboljšanje svog položaja. 
4.  Isticanje razlika tj. pozicioniranje proizvoda.  Koncept razlikovanja predstavlja jasno razgraničenje i razlikovanje političke robe na političkom tržištu u odnosu na konkurenciju. Cilj razlikovanja i naglašavanja razlika političke robe je povećanje njene prepoznatljivosti i isticanja njene prednosti. Kako ističu marketinški stručnjaci „marketing je prije svega umjetnost pozicioniranja“. 
5.  Prodaja u komercijalnom marketingu podrazumijeva ustupanje nekog predmeta po ugovorenoj cijeni. U političkom marketingu toga pojma nema. Funkcija političkog marketinga bila bi da organizira kandidatovo znanje i ideje, da ga predstavi javnosti i da mu osigura glasače. 
6.  Profit u komercijalnom marketingu, izbor na javnu funkciju te «počasti i prinadležnosti» u političkom marketingu.
Ispitujući dalje analogiju između potrošača u ekonomskoj teoriji i birača u teoriji javnog izbora, I. McLean (Uvod u javni izbor) konstatira da je glas, donekle sličan novcu. «U oba primjera možemo pretpostaviti da ih građani upotrebljavaju kako bi maksimalno povećali svoje zadovoljstvo».